# Brit pop
Brit pop – nurt muzyczny, który powstał i rozwinął się w latach 90. na Wyspach Brytyjskich.
Za czołowych przedstawicieli uznaje się takich artystów, jak: Blur, Oasis, Coldplay, Travis, Keane, Suede, Pulp, Supergrass, The Boo Radleys, Ian Brown, Placebo.
Grupy britpopowe czerpały wzorce głównie z brytyjskich zespołów lat 60./70. takich, jak The Beatles, The Who czy The Kinks, oraz grup punkowych i alternatywnych (The Jam, The Stone Roses, The Smiths).